# Scott Wilson
Scott Wilson (født 29. marts 1942, død 6. oktober 2018) var en amerikansk film- og tv-skuespiller. 
Han spillede i mere end 50 film, inklusive I nattens hede, Med koldt blod, Den store Gatsby, Dead Man Walking, Pearl Harbor og Junebug. I 1980 fik Wilson en Golden Globe-nomination for Bedste mandlige skuespiller for sin rolle i Den niende kombination. Han spillede veterinær Hershel Greene i AMC tv-serien The Walking Dead fra 2011 til 2014. Han havde en fast rolle i tv-serien CSI: Crime Scene Investigation som casino mogul Sam Braun.